# Mogadiszu
Mogadiszu (somal. Muqdisho; arab. ‏مقديشيو‎) – stolica i największe miasto w Somalii, nad Oceanem Indyjskim, także port morski i centrum handlowe. W 2017 roku miasto liczyło 2 590 000 ludności.
Znajdują się tu zakłady przemysłu spożywczego (przetwórstwo ryb, produkty mięsne) włókienniczego i chemicznego, a także liczne zabytki – meczety z XII i XIX wieku. W 1928 roku wzniesiono okazałą rzymskokatolicką katedrę (została zniszczona w 2008 roku). W 1975 roku otwarto bibliotekę narodową (została zniszczona w 1991 roku).

## Historia
Miasto zostało założone w IX wieku przez Arabów jako Makdaszu. W średniowieczu miasto to pełniło funkcje ośrodka handlowego, utrzymywało kontakty handlowe m.in. z Portugalią i imamem Maskatu. W 1871 r. miasto zostało zajęte przez sułtana Zanzibaru, który w 1892 r. wydzierżawił port Włochom. Od 1960 r. stolica niepodległej Somalii. Od 1991 r. wojna domowa doprowadziła do dewastacji i destabilizacji stolicy (kontrolowanej przez pięć zbrojnych klanów), w 1993 roku amerykańskie wojska stoczyły bitwę znaną jako bitwa o Mogadiszu, na kanwie tej historii Ridley Scott nakręcił film Helikopter w ogniu. W XXI wieku w Mogadiszu stoczył się szereg bitew. Operacja wojskowa pod egidą ONZ nazywała się „Restore Hope” co oznacza „Przywrócić nadzieję”. W operacji tej brała również udział francuska Legia Cudzoziemska. W czerwcu 2006 r. zdobyte przez islamskich fundamentalistów. Pod koniec grudnia 2006 r. przejęte przez wojska rządowe. Jest najważniejszym ośrodkiem polityczno-gospodarczym kraju. 

## Geografia
Mogadiszu jest położone na wybrzeżu Morza Somalijskiego, w Rogu Afryki, w regionie Banaadir, w południowo-wschodniej Somalii. Miasto jest podzielone na 16 dystryktów.

## Bezpieczeństwo
Regularnie znajduje się w czołówce najbardziej niebezpiecznych miast w Afryce. Według danych z 2021 roku współczynnik zabójstw wynosi 73,8 na 100 tys. mieszkańców.

## Współpraca
- Ałmaty
- Ankara
- Stambuł